# Frisch Auf Göppingen

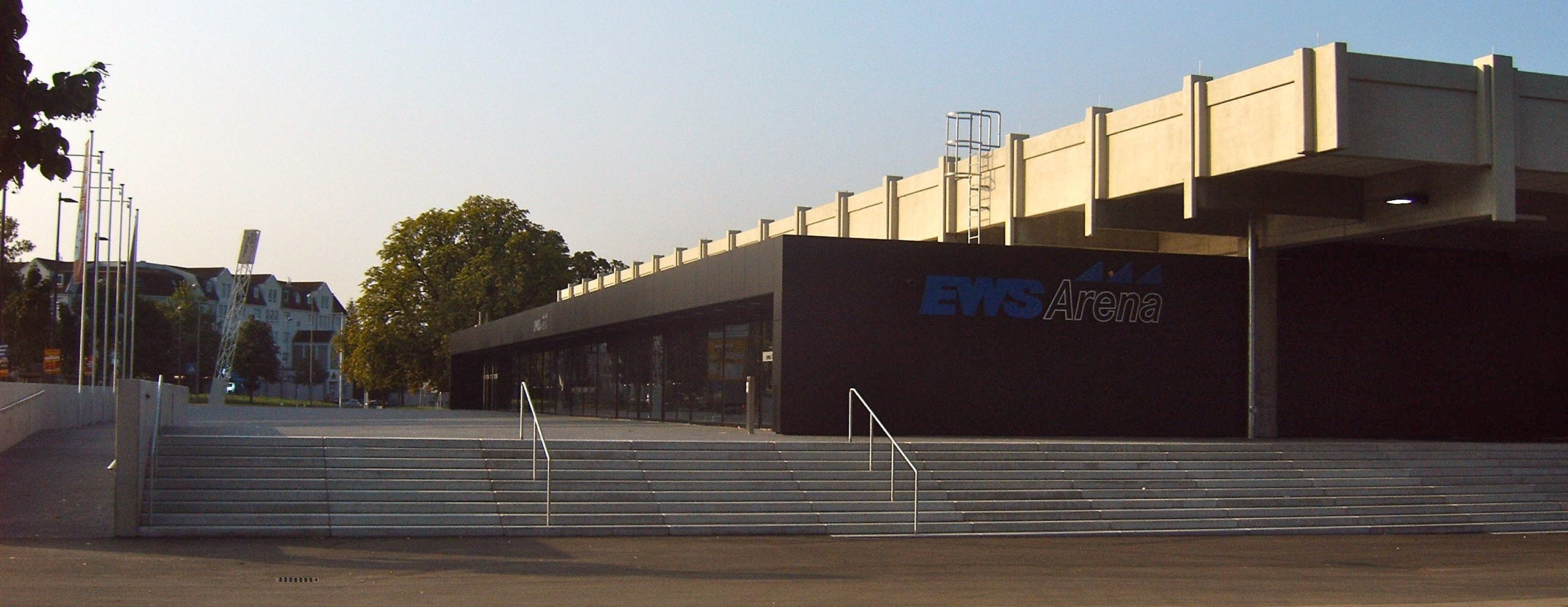
Hemmaarenan EWS Arena i Göppingen, 2009.

TPSG Frisch Auf Göppingen är en handbollsklubb från Göppingen i Tyskland, bildad 1896. Den har såväl herr- som damlag i den tyska förstadivisionen. Dess herrlag var den framgångsrikaste tyska handbollsklubben under 1950-talet, med bland andra Bernhard Kempa som spelare, och var den första tyska klubben som vann Europacupen (1959/1960).

## Spelartrupp
| Nr | Land      | Pos | Namn              |
| -- | --------- | --- | ----------------- |
| 12 | Tyskland  | MV  | Daniel Rebmann    |
| 16 | Slovenien | MV  | Primož Prošt      |
| 22 | Tyskland  | MV  | Linus Mathes      |
| 3  | Tyskland  | M9  | Tobias Gehrke     |
| 4  | Tyskland  | M9  | Tim Kneule        |
| 5  | Tyskland  | V6  | Joscha Ritterbach |
| 7  | Danmark   | M9  | Allan Damgaard    |
| 10 | Tyskland  | V9  | Sebastian Heymann |
| 11 | Tyskland  | V6  | Felix Weißer      |

| Nr | Land                    | Pos | Namn              |
| -- | ----------------------- | --- | ----------------- |
| 14 | Danmark                 | M6  | Jacob Bagersted   |
| 18 | Bosnien och Hercegovina | M9  | Josip Perić       |
| 19 | Kroatien                | V9  | Ivan Slišković    |
| 21 | Danmark                 | H6  | Tim Sørensen      |
| 24 | Tyskland                | V6  | Marcel Schiller   |
| 27 | Tyskland                | H6  | Marco Rentschler  |
| 33 | Tyskland                | H9  | Jens Schöngarth   |
| 42 | Serbien                 | H9  | Nemanja Zelenović |
| 44 | Kroatien                | M6  | Krešimir Kozina   |

## Meriter i urval
- Tyska mästare: 9 (1954, 1955, 1958, 1959, 1960, 1961, 1965, 1970 och 1972)
- Europacupmästare (nuvarande Champions League): 2 (1960 och 1962)
- EHF-cupmästare (nuvarande European League): 4 (2011, 2012, 2016 och 2017)

## Spelare i urval
- Niclas Barud (2015–2017)
- Andreas Berg (2015–2017)
- Martin Galia (2004–2008)
- Anton Halén (2014–2018)
- Bernhard Kempa (1947–1957)
- Jerzy Klempel (1982–1991)
- Michael Kraus (2002–2007, 2013–2016)
- Lars Kaufmann (2009–2011, 2015–2017)
- Dragoș Oprea (1999–2015)
- Oliver Roggisch (2000–2002)
- Martin Schwalb (1982–1984)